# Базош о Улм
Базош о Улм (фр. Bazoches-au-Houlme) насеље је и општина у северној Француској у региону Доња Нормандија, у департману Орн која припада префектури Аржантан.
По подацима из 2011. године у општини је живело 479 становника, а густина насељености је износила 16,72 становника/km². Општина се простире на површини од 28,64 km². Налази се на средњој надморској висини од 183 метара (максималној 230 m, а минималној 90 m).

## Демографија
| 1962. | 1968. | 1975. | 1982. | 1990. | 1999. | 2011. |
| ----- | ----- | ----- | ----- | ----- | ----- | ----- |
| 401   | 442   | 386   | 332   | 335   | 334   | 479   |

График промене броја становника у току последњих година